# Fotboll Club Rosengård (maschile)
Il Fotboll Club Rosengård, comunemente noto come FC Rosengård, è una società calcistica svedese con sede a Rosengård, quartiere della periferia sud-orientale della città di Malmö.
A partire dalla stagione sportiva 2014, il club è associato anche a un'omonima squadra femminile, già vincitrice in passato di numerosi trofei nazionali con una vecchia denominazione.
Il vivaio del club, quando esso era ancora denominato Malmö BI, ha cresciuto giocatori come Zlatan Ibrahimović, Yksel Osmanovski e Labinot Harbuzi.

## Storia
La fondazione del club risale al 4 settembre 1917, quando nacque una società a Malmö che all'epoca portava il nome di Malmö Boll & Idrottsförening, comunemente abbreviato in Malmö BI o MBI. In origine, la squadra fu attiva anche nel bandy, uno sport tradizionalmente giocato nell'Europa del nord. Proprio nel bandy si registrò la vittoria del campionato locale della Scania del 1930. Uno dei momenti più alti della storia della sezione calcistica furono invece i play-off per salire in Allsvenskan, il massimo campionato svedese, conclusi però con la sconfitta contro il Degerfors.
Nel 1973 si verificò il trasferimento verso l'area urbana di Rosengård, attuale sede del club.
Nel 2001, la squadra si fuse con un'altra formazione locale, il Turk Anadolu FF, dando così vita al Malmö Anadolu BI.
La denominazione FC Rosengård iniziò ad essere vigente a partire dall'anno 2008.

## Palmarès

### Competizioni nazionali
- Division 2: 2

2007, 2023